# Acrolophus tricausta
Acrolophus tricausta är en fjärilsart som beskrevs av Edward Meyrick 1887. Acrolophus tricausta ingår i släktet Acrolophus och familjen Acrolophidae. Inga underarter finns listade i Catalogue of Life.